# HinterReggio Calcio
L'HinterReggio Calcio, meglio nota come HinterReggio è stata una società calcistica italiana con sede a Reggio Calabria.
Assieme alla Reggina e alla Gioiese, l'HinterReggio è stata una delle tre società della città e della provincia di Reggio Calabria ad aver partecipato ad un campionato professionistico.
Nata nel 2006, si sciolse al termine della stagione di Serie D 2014-15.
I miglior risultati conseguiti dalla squadra sono stati la vittoria di una Coppa Italia Dilettanti e la partecipazione a un campionato professionistico.

## Storia

### La fondazione (2006)
La società venne fondata dal presidente Francesco Pellicanò nel 2006 con il nome di Associazione Sportiva Dilettantistica HinterReggio, dopo l'acquisizione del titolo sportivo della Scillese, militante in Eccellenza Calabria; il nome HinterReggio richiama le parole hinterland reggino.

### I campionati d'Eccellenza (2006-2008)
Nella stagione 2006-2007 grazie al ds Carmelo Rappoccio (direttore sportivo fino al luglio del 2014) e a tutto lo staff societario raggiunge i play-off, venendo eliminata dalla Taurianovese nelle semifinali.
Nel campionato successivo l'HinterReggio ottiene il primo posto in classifica e la promozione diretta in Serie D. Conquista anche la Coppa Italia Dilettanti, battendo nella finale disputata a Roma i piemontesi del Pro Settimo & Eureka col punteggio di 3-1 dopo i tempi supplementari.

### La Serie D (2008-2012)
Dal 2008 si susseguono tre stagioni nella massima serie dilettantistica in cui la squadra centra sempre la salvezza.
Nel 2011-2012 l'HinterReggio è prima in classifica a due giornate dal termine, con cinque punti di vantaggio sul Cosenza: nell'ultima di campionato i reggini vengono sconfitti dalla Nissa, ma il contemporaneo pareggio dei cosentini rende matematicamente certa la promozione in Lega Pro Seconda Divisione. Nella Poule scudetto la squadra reggina perde entrambe le partite del triangolare contro Salerno e Martina.

### La Lega Pro Seconda Divisione (2012-2013)
Dopo la promozione tra i professionisti, la società muta la propria denominazione sociale in HinterReggio Calcio divenendo una s.r.l.. Inoltre per poter disputare la C2 la società si sposterà allo stadio Oreste Granillo a 7 km dal Ravagnese.
Il suo esordio tra i professionisti avviene il 2 settembre 2012 nella gara persa per 2-1 sul campo del Campobasso. La prima rete dei reggini in un campionato professionistico è realizzata dal giovane attaccante Jonis Khoris, calciatore cresciuto nelle giovanili della Reggina.
Il suo primo punto in Lega Pro Seconda Divisione lo conquista alla seconda giornata, nella sfida contro i toscani del Borgo a Buggiano, terminata 0-0. La prima vittoria avverrà in trasferta, a Teramo, il 28 ottobre, quando gli ospiti si imporranno per due reti a una contro la formazione locale. La prima vittoria casalinga arriverà il 25 novembre 2012 alla tredicesima giornata. L'incontro è HinterReggio-Poggibonsi, terminato due a uno con reti di Febbraio e Franceschini, che ha visto inoltre i reggini disputare la partita in dieci dal ventiseiesimo del secondo tempo a causa dell'espulsione di Impagliazzo e fallire un rigore dai toscani al minuto ventinove del primo tempo.
Il 2 giugno 2013, al termine dello spareggio contro il Gavorrano terminato 2-2 al Granillo, i reggini retrocedono in Serie D, a causa della sconfitta rimediata all'andata in terra toscana.

### Il ritorno in Serie D (2013-2015)
Nel campionato di serie D 2013-2014, l'HinterReggio centra la salvezza solo ad una manciata di gare dalla conclusione del torneo, che, a causa di numerosi problemi societari, è costretta a disputare per larga maggioranza o a porte chiuse o in campo neutro.
Dopo otto anni di successi, per la stagione di Serie D 2014-2015, la società cambia proprietà e direttore sportivo. La nuova cordata è composta dal nuovo presidente Armando Pellicanò, seguito da Enzo Pellicanò e dal calciatore Fabio Caserta. L'HinterReggio centra un piazzamento di metà classifica, ben lontana dalla zona retrocessione.

### Lo scioglimento (2015)
Tuttavia, nonostante il cambio di proprietà e la tranquilla salvezza conquistata sul campo, la squadra non riesce a iscriversi al successivo campionato a causa di diversi debiti e viene dunque radiata.

## Colori e simboli

### Colori
La prima maglia dell'HinterReggio era frequentemente a strisce verticali blu e bianche.

### Simboli ufficiali

#### Stemma
Lo stemma dell'HinterReggio era composto da uno scudetto con sfondo blu sulla quale spiccava in bianco la lettera H, iniziale del nome della società; al centro era raffigurato, sempre in bianco, San Giorgio, simbolo della città di Reggio Calabria.

## Strutture

### Stadio

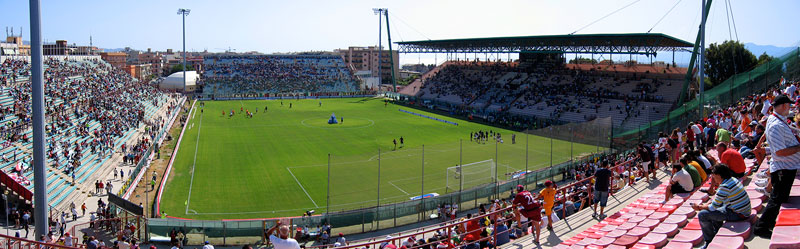
Lo Stadio Oreste Granillo

L'HinterReggio ha disputato le prime due stagioni in Serie D nel nuovo stadio Campoli-Bocale, situato nel rione Bocale della città reggina. L'impianto è dotato di una tribuna coperta in grado di contenere 3.500 posti a sedere.
Nella stagione 2010-2011 avvenne il trasferimento nel nuovo Stadio Comunale rione Ravagnese, situato nell'omonimo quartiere. A causa dell'inadeguatezza di tale impianto, con promozione in Lega Pro, la formazione biancoblu fu costretta allo spostamento nel primo impianto sportivo della città, lo Stadio Oreste Granillo, intitolato alla memoria di Oreste Granillo, sindaco della città e presidente della Reggina, con capienza di 27.543 posti a sedere. Qui disputò le partite casalinghe durante la stagione 2012-2013.
In seguito alla retrocessione, dal campionato di Serie D 2013-2014 l'HinterReggio tornò a disputare le proprie partite di casa al Comunale di rione Ravagnese.

### Centro di allenamento
La sede di allenamento della squadra era l'HinterReggio Village, struttura polivalente contenente sette campi in erba sintetica dotati di tribune, un campo da baseball, salotto e sala riunioni più la sede sociale.

## Società
La sede della società era in viale Messina a Reggio Calabria, presso il Centro Sportivo "HinterReggio Village".

### Sponsor
| Cronologia degli sponsor tecnici - 2006-2009 Mass - 2010-2015 Legea | Cronologia degli sponsor ufficiali - 2006-2009 Mucciola - 2010-2011 Prodalfer snc/Kollmax - 2012-2013 A tuo servizio/Prodalfer snc - 2013-2015 nessuno sponsor |

### Settore giovanile
Il settore giovanile biancazzurro ospitava pressappoco 150 atleti, suddivisi, per età, in 4 formazioni. Le formazioni erano: Juniores Nazionali, Allievi Regionali, Giovanissimi regionali, Giovanissimi provinciali.

## Allenatori e presidenti
| Allenatori - 2006-2007 Raffaele Nucera Carmelo Condemi Raffaele Nucera - 2007-2008 Peppe Giovinazzo - 2008-2009 Felice Melchionna - 2009-2010 Raffaele Nucera - 2010-2011 Mommo Misiti - 2011-2012 Gaetano Di Maria - 2012-2013 Gaetano Di Maria Antonio Venuto - 2013-2015 Francesco Ferraro | Presidenti - 2006-2014 Francesco Pellicanò - 2014-2015 Armando Pellicanò |

## Palmarès

### Competizioni nazionali
- Coppa Italia Dilettanti: 1

2007-2008

### Competizioni interregionali
- Serie D: 1

2011-2012 (girone I)

### Competizioni regionali
- Eccellenza: 1

2007-2008
- Coppa Italia Dilettanti Calabria: 1

2007-2008

## Statistiche e record

### Partecipazione ai campionati
Campionati nazionali
| Livello | Categoria                  | Partecipazioni | Debutto   | Ultima stagione | Totale |
| ------- | -------------------------- | -------------- | --------- | --------------- | ------ |
| IV      | Lega Pro Seconda Divisione | 1              | 2012-2013 | 2012-2013       | 2      |
| IV      | Serie D                    | 1              | 2014-2015 | 2014-2015       | 2      |
| V       | Serie D                    | 5              | 2008-2009 | 2013-2014       | 5      |

Campionati regionali
| Livello | Categoria  | Partecipazioni | Debutto   | Ultima stagione | Totale |
| ------- | ---------- | -------------- | --------- | --------------- | ------ |
| I       | Eccellenza | 2              | 2006-2007 | 2007-2008       | 2      |

### Partecipazione alle coppe
| Competizioni            | Partecipazioni | Debutto   | Ultima stagione | Totale |
| ----------------------- | -------------- | --------- | --------------- | ------ |
| Coppa Italia Lega Pro   | 1              | 2012-2013 | 2012-2013       | 1      |
| Coppa Italia Serie D    | 6              | 2008-2009 | 2014-2015       | 6      |
| Coppa Italia Dilettanti | 1              | 2007-2008 | 2007-2008       | 1      |

## Tifoseria

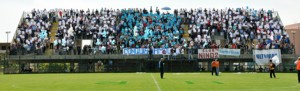
I Tifosi dell'Hintereggio durante la coreografia per celebrare la promozione in Lega Pro 2012-13

### Gemellaggi e rivalità
Allo Stadio Comunale rione Ravagnese nella parte riservata agli ultra' biancoblu, in basso a destra, erano spesso presenti le pezze " Forever Ultras" "Ultras" 
I tifosi dell'HinterReggio avevano ottimi rapporti con la tifoseria dell'altra squadra di Reggio, la Reggina, e con i campani della Salernitana. L'amicizia con i granata nasce il 21 ottobre 2012, in occasione della gara di campionato HinterReggio-Salernitana prima della quale i reggini accolgono i tifosi campani in città con striscioni di benvenuto, mentre i salernitani sulle gradinate del Granillo rispondono con "Salerno saluta Reggio".
La principale rivalità era vissuta con i corregionali rossoblù del Cosenza e con i siciliani del Messina e del Marsala, tutte nate durante il campionato di Serie D 2011-2012.